# Casino Farnese al Gianicolo

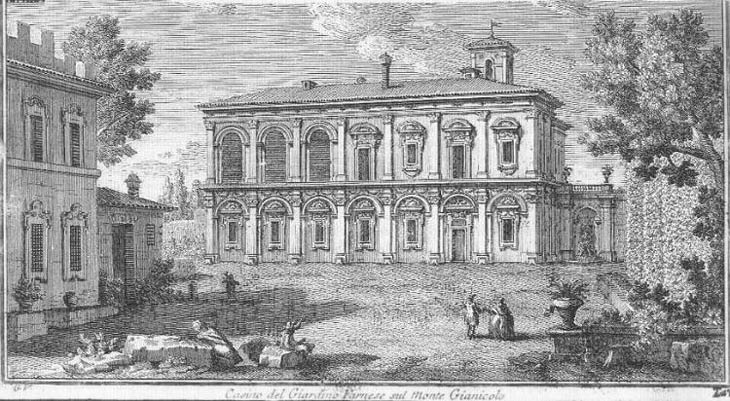
Vista do Casino a partir do jardim numa gravura de Giuseppe Vasi (1761).

Casino Farnese al Gianicolo é um palacete localizado no interior da Villa Aurelia, uma propriedade delimitada pelo Largo di Porta San Pancrazio, a Via Garibaldi e a Passeggiata del Gianicolo, no rione Trastevere de Roma. O local também é conhecido como Jardim Farnésio (em italiano:  Giardino Farnese) e desde 1909 é propriedade da American Academy in Rome, que utiliza o espaço para eventos e congressos.

## História
A propriedade hoje conhecida como Villa Aurelia pertencia ao cardeal Girolamo Farnese, que a construiu por volta de 1650 "sobre uma das antigas torres da cidade de modo que ela se parecia mais com uma lógia do que com uma residência" segundo um documento preservado no arquivo estatal da Itália. Ao lado da nova construção ficava a residência de Alessandro Farnese, o futuro papa Paulo III, que o cardeal Girolamo decorou com pinturas. A Villa Farnese, como era conhecida na época, tinha dois pisos. o piso térreo era composto por três grandes aposentos e diversos outros recintos menores, estes últimos diretamente acima da Muralha Aureliana. Uma escada espiral em peperino levava aos pisos superiores: o mezzanino composto por três salas e o piso superior, com duas grandes salas e uma outra menor, um conjunto que, acredita-se, era o apartamento de verão do cardeal. Dos grandes salões no piso superior, um deles tinha janelas de frente tanto para a Basílica de São Pedro quanto para a cidade logo abaixo. Saindo do grande são ficava a longa e estreita galeira que dava de frente para a Porta San Pancrazio, onde hoje está a Via Garibaldi. As adições recentes são uma ala de um único piso tangente ao corpo mais antigo e o pronau assentado em duas pilastras diante da porta de entrada.

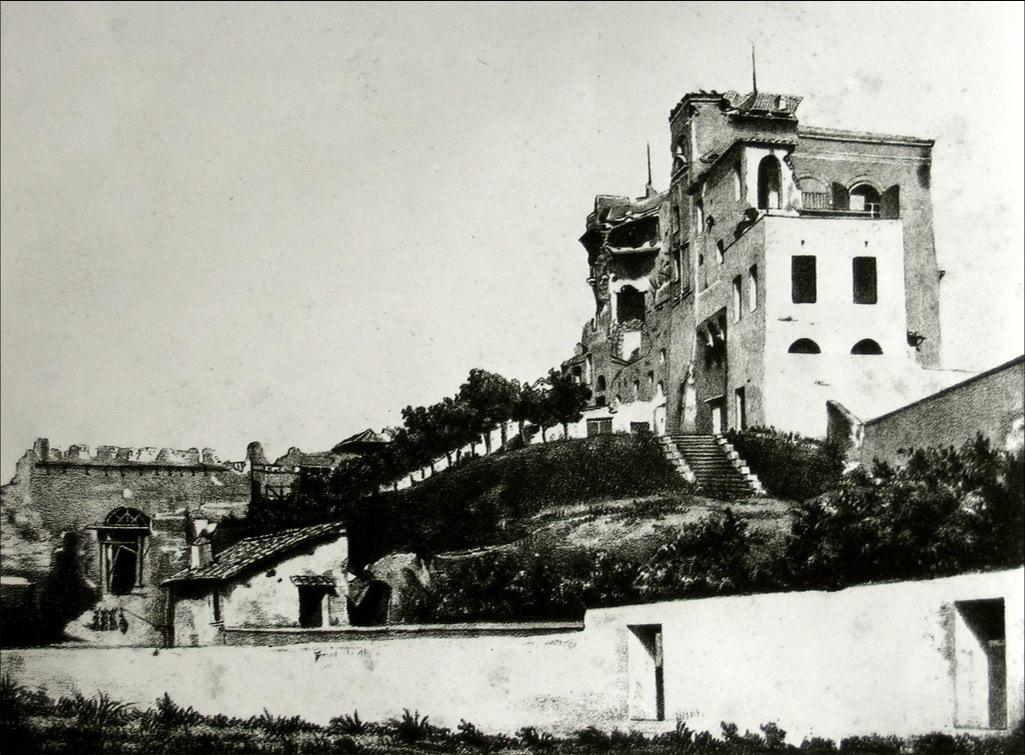
Vista do Casino semi-demolido depois do bombardeio francês numa litografia da década de 1850.

Bastante importante é também o chamado Giardino Farnese (ou Giardino de' Farnesi): uma via ladeada por ciprestes levava a uma praça diante da fachada norte (a principal), diante da qual estava o grande jardim italiano. A villa permaneceu nas mãos dos Farnese de Parma até 1731, quando passou para os Bourbons de Nápoles, que jamais utilizaram a villa, preferindo alugá-la para embaixadores, dignitários, cardeais e, em 1774, ao conde Giraud, que já era proprietário do Casino Giraud e da Villa del Vascello. Depois da morte de Ferdinando Giraud, uma longa disputa se seguiu entre seus herdeiros e a família Bourbon sobre dívidas relativas ao aluguel e conservação da propriedade. Ela só foi resolvida em 1841, quando a família Giraud concordou em adquirir a villa, pagando uma soma ínfima por causa do estado decrépito da propriedade. No mesmo ano, a família vendeu a propriedade toda ao conde Alessandro Savorelli, de Forlì, da família Muti Papazzurri, herdeiro de uma notável fortuna e proprietário de uma fábrica de velas que ele transferiu para a villa. Para acomodar as operações, Savorelli realizou diversas obras para ampliar e restaurar os edifícios, contratando os serviços do arquiteto Virginio Vespignani, autor da vizinha Porta San Pancrazio, rebatizando a propriedade de Villa Savorelli. Em 1849, por causa do ataque francês à recém-criada República Romana, a villa, por causa de sua posição vantajosa, foi utilizada como quartel-general de Giuseppe Garibaldi, o que acabou resultando em sua quase completa destruição pelos bombardeios franceses. O teto e a fachada sul foram quase completamente destruídos e é provável que o Casino de Paulo III também tenha sido obliterado — Garibaldi mudou seu quartel-general para a Villa Spada, também no Janículo, logo em seguida. Com o retorno do papa a Roma, os Savorelli retomaram suas atividades comerciais e tudo indica que eles tenham sido compensados pela destruição. Contudo, a família entrou em decadência e, em 1864, a villa acabou vendida novamente, primeiro para o Monte di Pietà e, em 1885, para Clara Jessup Hayland, esposa de um oficial inglês ferido na Índia. Sob os cuidados dela, que vivia em Roma, a propriedade foi rebatizada de Villa Aurelia e passou por uma extensiva reforma, incluindo os edifícios e os jardins.
Em 1909, de acordo com o testamento da senhora Heyland, a propriedade foi deixada para a American Academy in Rome. Na mesma época, um dos fundadores da Academia, John Pierpont Morgan, adquiriu um vasto terreno ao sul da Porta San Pancrazio onde, em 1912, foi construída a nova sede da instituição. Logo depois da Segunda Guerra Mundial, a Academia iniciou uma reforma da propriedade, liderada pelo arquiteto Bruno Zevi. Finalmente, a Villa Aurelia foi recentemente restaurada pelos arquitetos do Studio Einaudi, uma obra que também revelou um pequeno trecho da Muralha Aureliana na subestrutura da villa. O projeto começou em 2000 e foi completado dois anos depois. A partir daí, a Villa Aurelia se tornou um centro para realização de eventos e conferências muito concorrido de Roma.